# Tänker inte alls gå hem
Tänker inte alls gå hem är en låt framförd av Arvingarna i Melodifestivalen 2021. Låten som deltog i den första deltävlingen, gick direkt vidare till final. Väl i finalen slutade de på nionde plats.
Under generalrepetitionen fredagskvällen före finalen strulade mikrofonen, varpå bidraget fick sjungas om.
Låten är skriven av Bobby Ljunggren, Nanne Grönvall, Thomas G:son och Stefan Brunzell.